# Slawenaufstand von 983
Der Slawenaufstand von 983 war eine Erhebung der im Lutizenbund zusammengeschlossenen elbslawischen Stämme gegen die Tributherrschaft des Markgrafen Dietrich von Haldensleben. Die Lutizen zerstörten am 29. Juni 983 zunächst den Bischofssitz in Havelberg und eroberten drei Tage später mit der Brandenburg auch den Sitz des Markgrafen. Damit wurden die sächsische Tributherrschaft und der Aufbau einer christlichen Kirchenorganisation östlich der Elbe auf Jahrzehnte unterbrochen.

## Vorgeschichte
Trotz der Kriegszüge Heinrichs I. und Ottos I. hatten die Bemühungen um eine Christianisierung der Elb- und Ostseeslawen, soweit überhaupt vorhanden, nur mäßigen Erfolg. Zuletzt hatte Otto I. am 16. Oktober 955 in der Schlacht an der Raxa eine antisächsische Koalition aus Tollensanen und Zirzipanen  besiegt, die zu einer Unterwerfung der slawischen Stämme in Form einer Tributpflicht, nicht jedoch zu einer Eroberung ihres Territoriums führte. Eine Christianisierung war mit dem Feldzug nicht beabsichtigt. Um die christliche Mission voranzutreiben, stiftete Otto I. im Jahr 948 zunächst die Bistümer Havelberg und Brandenburg, die zusammen mit den Bistümern Zeitz, Merseburg und Meißen 968 dem neu geschaffenen Erzbistums Magdeburg unterstellt wurden. Damit war eine feste Eingliederung der slawischen Gebiete in den Reichs- und Kirchenverband beabsichtigt. Auf dem Gebiet des Abodritenreiches hatte der Schleswiger Bischof Marco auf Anweisung des Hamburg-Bremer Erzbischofs Adaldag bereits erfolgreich mit der Slawenmission begonnen. Für das Abodritengebiet wurde deshalb zwischen 968 und 972 als Hamburg-Bremer Suffraganbistum das Bistum Oldenburg eingerichtet.

## Verlauf des Aufstands
Während im Reich um die Nachfolge des Erzbischofs Adalbert von Magdeburg und des Kaisers Otto II. gestritten wurde, erhoben sich im Sommer 983 slawische Verbände unter der Führung der Liutizen und vertrieben die kirchlichen und politischen Vertreter des Reiches. Der Aufstand soll im liutizischen Hauptheiligtum Rethra geplant und vorbereitet worden sein. Am 29. Juni überfielen liutizische Heerhaufen überraschend Havelberg und zerstörten den dortigen Bischofssitz. Drei Tage später nahmen sie Brandenburg ein, Residenz des Markgrafen Dietrich von Haldensleben und Bischofssitz. Dietrich scheint die Burg zunächst noch verteidigt zu haben, bevor er mit der Burgbesatzung und Bischof Volkmar die Flucht antrat. Während sie entkommen konnten, wurde die Geistlichkeit gefangen genommen und der Kirchenschatz geplündert. In der Folge verwüsteten die Angreifer alle Ortschaften bis zum Tanger. Selbst Magdeburg war offenbar unmittelbar bedroht. Ein in Eile aufgestelltes sächsisches Heer, bestehend aus Aufgeboten von Erzbischof Giselher von Magdeburg, Bischof Hildeward von Halberstadt, Dietrich von Haldensleben und den Grafen Rikdag und Hodo, Binizo, Friedrich, Dudo und Siegfried I. (Walbeck) drängte die Slawen in einem Zusammenstoß Ende Juli oder Anfang August im Balsamerland hinter die Elbe zurück.
Die Lausitz und die sorbischen Marken hatten sich nicht am Aufstand beteiligt. Ob die Abodriten unter ihrem Samtherrscher Mistiwoj 983 an der Seite der Liutizen kämpften, ist in der Forschung umstritten. Nach älterer Lesart der Quellen sollen sie während des Aufstandes Hamburg überfallen und ein Laurentiuskloster geplündert haben, das (ebenfalls nicht unumstritten) in Kalbe an der Milde lokalisiert wird. Die Datierung dieser Ereignisse ist jedoch unsicher. Die Abodriten schlossen sich zwar in den folgenden Jahrzehnten der Aufstandsbewegung an und wandten sich vom Christentum ab. Der Überfall auf Hamburg hat sich aber möglicherweise erst nach der Jahrtausendwende zugetragen. Nach neuerer Auffassung ist er eher in die Jahre 1012/1018 anzusiedeln.

## Folgen
Ab 985 unternahmen die Reichsfürsten gemeinsam mit den polnischen Fürsten Mieszko I. und später Bolesław I. jährliche Kriegszüge, um das Gebiet der Lutizen zu unterwerfen. Die Feldzüge erwiesen sich als wirkungslos.
König Heinrich II. entschloss sich zu einem Wechsel der Politik: Er schloss im Jahre 1003 ein Bündnis mit den heidnischen Liutizen und führte ab 1004 stattdessen Kriege gegen das bisher verbündete christliche Herzogtum Polen unter Bolesław I. Die slawisch-heidnische Herrschaft der Liutizen konnte sich so bis ins 12. Jahrhundert halten.
Die unmittelbare Folge des Slawenaufstandes war ein Stopp der Christianisierung für die nächsten 200 Jahre. Die Bischöfe von Brandenburg und die Bischöfe von Havelberg lebten fortan als Titularbischöfe außerhalb ihrer Bistümer, zumeist am königlichen Hof. Erst im 12. Jahrhundert wurde nach erneuter Eroberung und diesmal mit teilweiser Einbindung slawischer Fürsten mit der deutschen Ostsiedlung die Christianisierung jenseits der Elbe wirksam.
In den zeitgenössischen Quellen hat der Slawenaufstand nur einen geringen Niederschlag gefunden, außerhalb Sachsens keinen. Für die betroffenen Sachsen dürfte es sich um einen in einer Reihe von vielen Grenzkonflikten mit den Slawen gehandelt haben, über die in den Annalen und Chroniken des ausgehenden 10. Jahrhunderts beinahe zu jedem Jahr ein Eintrag vorzufinden ist. Zur „Katastrophe“ wird der Slawenaufstand erst, wenn die Erhebung der Lutizen als zielgerichtete Zerstörung eines auf Christianisierung und Germanisierung der elbslawischen Gebiete abzielenden „Aufbauwerkes“ der Ottonen gedeutet wird. Ob eine solche Interpretation gerechtfertigt ist, wird zunehmend in Frage gestellt.